# Currensy
Shante Scott Franklin (New Orleans, Louisiana, SAD, 4. travnja 1981.), bolje poznat po svom umjetničkom imenu Currensy (ponekad stilizirano kao Curren$y) je američki reper i tekstopisac. Trenutno ima potpisan ugovor s diskografskom kućom Warner Bros. Records, te ima vlastitu diskografsku kuću Jet Life Recordings. Svoju glazbenu karijeru započeo je 2002. godine kada je potpisao ugovor s diskografskom kućom No Limit Records, te se pridružio grupi 504 Boyz. Postao je član grupe kada je ona objavila drugi studijski album Ballers. Godine 2005. grupa je objavila zadnji album Hurricane Katrina: We Gon Bounce Back. Sve do 2009. godine Currensy je objavljivao samo miksane albume. Te godine objavio je dva nezavisna albuma This Ain't No Mixtape i Jet Files. Sljedeće godine odmah je objavio prvi studijski album Pilot Talk, a odmah nakon njega uslijedio je i drugi album Pilot Talk II. Treći studijski album Weekend at Burnie's objavio je 2011. godine. Tada je objavio i prvi zajednički album sa svojom grupom Jet Life pod nazivom Jet World Order. Početkom 2012. godine objavio je još jedan studijski album Muscle Car Chronicles, te su uslijedili mnogi EP-ovi. Sredinom godine objavio je svoj peti, najuspješniji studijski album The Stoned Immaculate.
Currensy ima svoju vlastitu diskografsku kuću Jet Life Recordings koju je osnovao 2011. godine kada je potpisao ugovor s diskografskom kućom Warner Bros. Records. Za Jet Life Recordings ugovor ima potpisano deset izvođača među kojima su Smoke DZA i Fiend. Currensy također ima unikatan stil kojeg opisuje kao "lifestyle rap". On je obožavatelj, te posjeduje veliku količinu športskih i klasičnih automobila. U tekstovima pjesama, svoje znanje pretvara u metafore za bolje razumijevanje zabavno-pametnih priča.

## Život i karijera

### Raniji život (1981. – 2001.)
Currensy je rođen kao Shante Scott Franklin, 4. travnja 1981. godine u New Orleansu, Louisiani. Kao tinejdžer počeo je pisati tekstove pjesama, te repati.

### Počeci karijere (2002. – 2009.)
Currensy je svoju glazbenu karijeru započeo 2002. godine kada je potpisao ugovor s diskografskom kućom No Limit Records kojoj je vlasnik Master P. Tada se pridružio grupi 504 Boyz.

## Diskografija
| - Pilot Talk (2010.) - Pilot Talk II (2010.) - Weekend at Burnie's (2011.) - Muscle Car Chronicles (2012.) - The Stoned Immaculate (2012.) - This Ain't No Mixtape (2009.) - Jet Files (2009.) - Covert Coup (2011.) - Here... (2012.) - The1st28 (2012.) - Cigarette Boats (2012.) | - Life at 30,000 Feet (2007.) - Independence Day (2008.) - Higher Than 30,000 Feet (2008.) - Fast Times at Ridgemont Fly (2008.) - Fear and Loathing in New Orleans (2008.) - Super Tecmo Bowl (2008.) - Fin... (2008.) - How Fly (2009.) - Smokee Robinson (2010.) - Return to the Winner's Circle (2011.) - Jet Life to the Next Life (2011.) - Verde Terrace (2011.) - Priest Andretti (2012.) - 3 Piece Set (2012.) - New Jet City (2013.) |

## Vanjske poveznice
- Službena stranica  Arhivirana inačica izvorne stranice od 12. veljače 2016. (Wayback Machine)
- Currensy na Allmusicu
- Currensy na Discogsu
- Currensy na Billboardu
- Currensy  Arhivirana inačica izvorne stranice od 7. studenoga 2012. (Wayback Machine) na MTV